# Sport Club Gaúcho
Lo Sport Club Gaúcho, noto anche semplicemente come Gaúcho, è una società calcistica brasiliana con sede nella città di Passo Fundo, nello stato del Rio Grande do Sul.

## Storia
Questo club è stato fondato il 12 maggio 1918 per servire l'altopiano centrale della regione settentrionale del Rio Grande do Sul. Il Gaúcho ha vinto due volte il Campeonato Gaúcho Divisão de Acesso, nel 1966 e nel 1977.
Negli anni 80 il club ha partecipato alla massima divisione statale, ma, a causa della mancanza di sponsor, terminava generalmente nelle posizioni medie della classifica.
Nel 2000, il Gaúcho ha affrontato difficoltà finanziarie. Mentre il club aveva storicamente esposto tali ridimensionamenti in passato, le difficoltà negli anni 2000 hanno portato alla perdita di accesso allo stadio. A causa del mancato contributo comunale e di fronte a debiti di montaggio, il club venne sciolto nel 2005. In risposta a sostegno popolare, il club fu rifondato nel 2009.

## Palmarès

### Competizioni statali
- Campeonato Gaúcho Divisão de Acesso: 3

1966, 1977, 1984
- Campeonato Gaúcho Série B: 1

2000